# Персей (Бенвенуто Челліні)
Персей або Персей з відрубаною головою медузи Горгони  (італ. Perseo con la testa di Medusa) — бронзова скульптура, створена флорентійським скульптором Бенвенуто Челліні в середині 16 ст.

## Передумови створення
1545 року Бенвенуто Челліні повернувся у Флоренцію з Франції. Втрата одного впливового мецената вимагала на той час пошуку нового і впливового. 
Вельми впливовим у Флоренції був лише герцог з роду Медічі. Підстаркуватий Бенвенуто Челліні, що наближався до власного п'ятидесятиріччя, почав приборкувати власні самовпевненість і хвацьку поведінку. Він мав зустріч із герцогом і той, незважаючи на недовіру до слуги французького короля Франциска І, узяв його на службу і замовив скульптуру «Персей».

## Медічі нової генерації
До влади у Флоренції прийшли Медічі нової генерації. Але вони не були прямими нащадками роду, тому всілякими засобами доводили собі і флорентійському натовпу права на владу у Флоренції. Великий герцог Козімо І Медічі був представником бічної гілки роду, тоді як Алессандро Медічі був позашлюбною дитиною Джуліо де Медічі, останній став папою римським під ім'ям Климент VII.

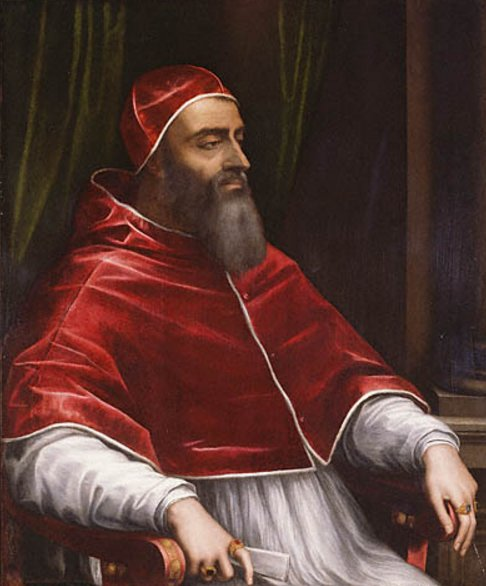
Худ. Себастьяно дель Пйомбо. «Папа Климент VII», бл. 1531 р.
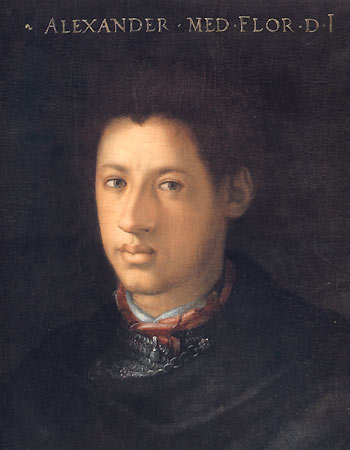
Кристофано дель Альтіссімо. «Великий герцог Алессандро Медічі»
Аньйоло Бронзіно. «Великий герцог Козімо І Медічі» (1519-1574), галерея Уффіці.

Якісно нові зміни прийшли у історію Флоренції 1530 року. Після вигнання роду Медічі з міста і усунення їх від політики, у Флоренції три роки проіснувало республіканське правління. За підтримки короля Карла V родина Медічі одинадцять місяців утримувала місто у облозі і військовою силою ліквідувала республіку. 1530 року влада у місті була повернута родині Медічі. Розпочався період перетворення влади на імперський, монархічний тип, заради чого Алессандро Медічі домігся титулу великого герцога. Прибічники республіканського правління були вимушені або переховуватися від покарання, як Мікеланджело Буонарроті, або емігрувати.
Стан Бенвенуто Челліні був іншим. Раніше він відрізнявся аполітичністю і зосередженістю на зароблянні грошей та задоволеннях і насолодах життя. Перебування у Фонтенбло привчило його до підкорення французькому монарху і веденню подвійного, прихованого особистого життя. Підкорятися феодальному лідеру він почав ще у Римі, де папська влада була типово феодальним варіантом. Відданість папі римському (котрий походив з родини Медічі) Челліні демонтрував під час облоги і руйнації Рима за понтифіката папи Климента  VII. Відтепер, після повернення з Франції, Челліні почав шукати прихильності і ласки новоспеченого великого герцога та його родичів.
Замова на створення нового монумента надійшла від Козімо І Медічі. Зміцненню свого офіційного стану і влади для Козімо І Медічі сприятимуть два заходи — алегоричний монумент Персей (як натяк на придушення республіки у Флоренції) та шлюб Козімо І Медічі з донькою віце-короля Неаполя Елеонорою Толедською. Обидва заходи спрацювали, хоча Козімо І Медічі роками ставитиметься до Челліні з підозрою, а їх стосунки характеризують як нестабільні.
Король Франції двічі намагався повернути у Фонтенбло норовливого Челліні, але той залишився у Флоренції. Аби закріпити за собою норовливого майстра, герцог надав Бенвенуто Челліні будинок (де Челліні житиме до смерті) і майстерню, але не поспішав із платнею. ( Повну суму грошей за створений монумент «Персей» Бенвенуто Челліні так ніколи і не отримав... Челліні знав, що буде довго працювати над небаченим монументом, тому запросив платню у розмірі 10000 флоринів. Йому виплатили лише 3500. 

## Ідейна програма майбутнього монумента

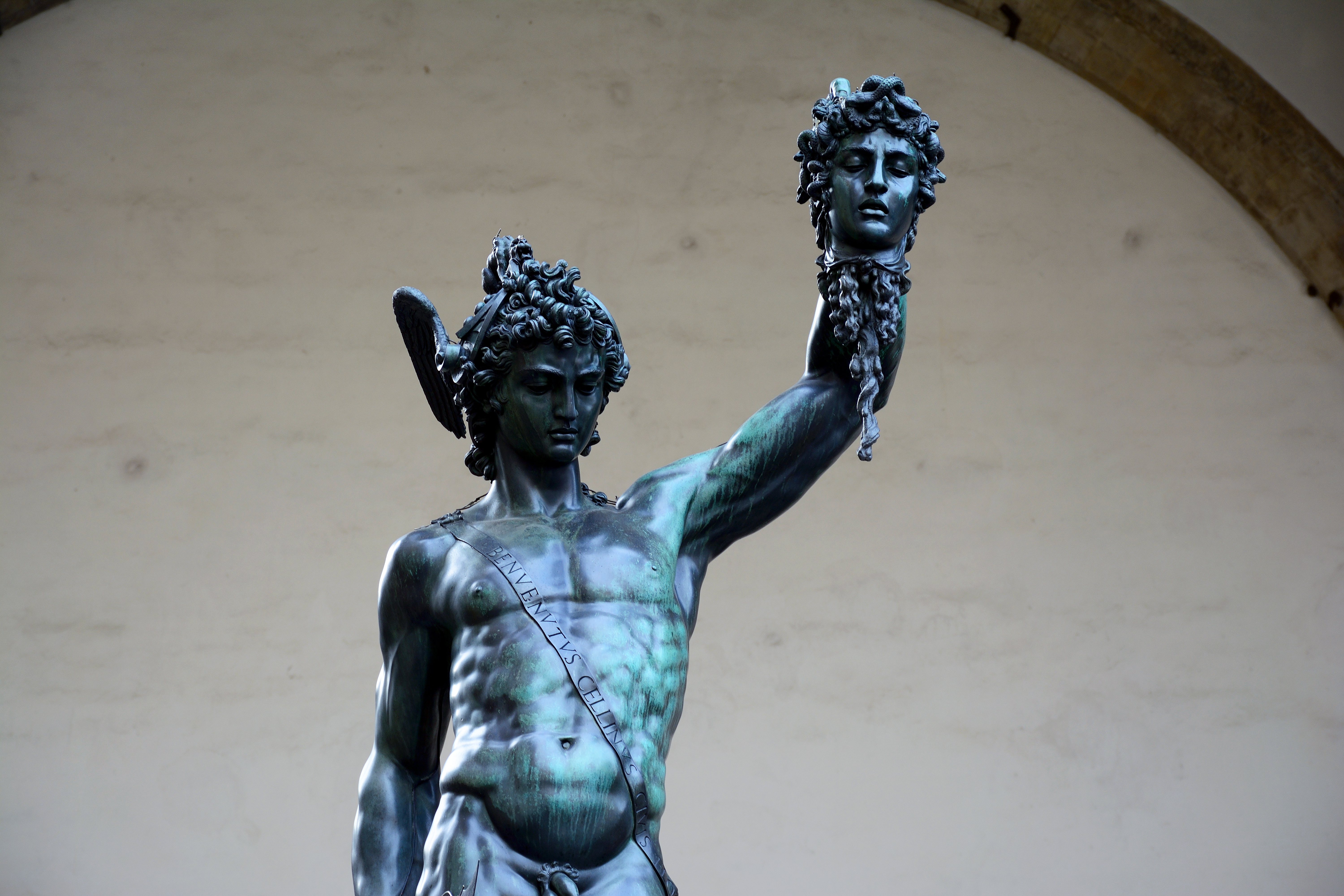

Ідейною програмою майбутнього монумента став натяк на перемогу роду Медічі над Флорентійською республікою. Але цей натяк приховали за алегоричною постаттю Персея ( сина самого бога ), що переміг потворну істоту медузу Горгону, котра уособлювала флорентійську республіку.

## Технологія виготовлення
Беневенуто Челліні працював фаховим ювеліром, а не скульптором-монументалістом, тому стикнувся з декількома викликами. Йому належло позмагатися із славою флорентійського скульптора Донателло та із самим Мікеланджело Буонарроті, найбільшим авторитетом у скульптурі Італії того періоду.  Завеликі розміри майбутнього монумента (більше трьох метрів тільки фігура Персея) примусили Челліні відмовитися від використання мармуру. Він не знав технології виливання скульптур, адже йому належало створити скульптуру з бронзи, аби уникнути пошкоджень твору.
Використати технологію, котрою був вимушений скористатися Донателло при створенні бронзової скульптури «Юдиф», Челліні теж не міг. Завелика скульптура «Юдиф» створювалась не монолітною, а окремими смугами, котрі збирали до купи як барабани високої колони. Окремі смуги мали різний колір, різну товщину частин і потребували зварювання частин та шліфування швів. Челліні наважився використати технологію втраченого воску, як то зазвичай робили ювеліри.

## Початок робіт

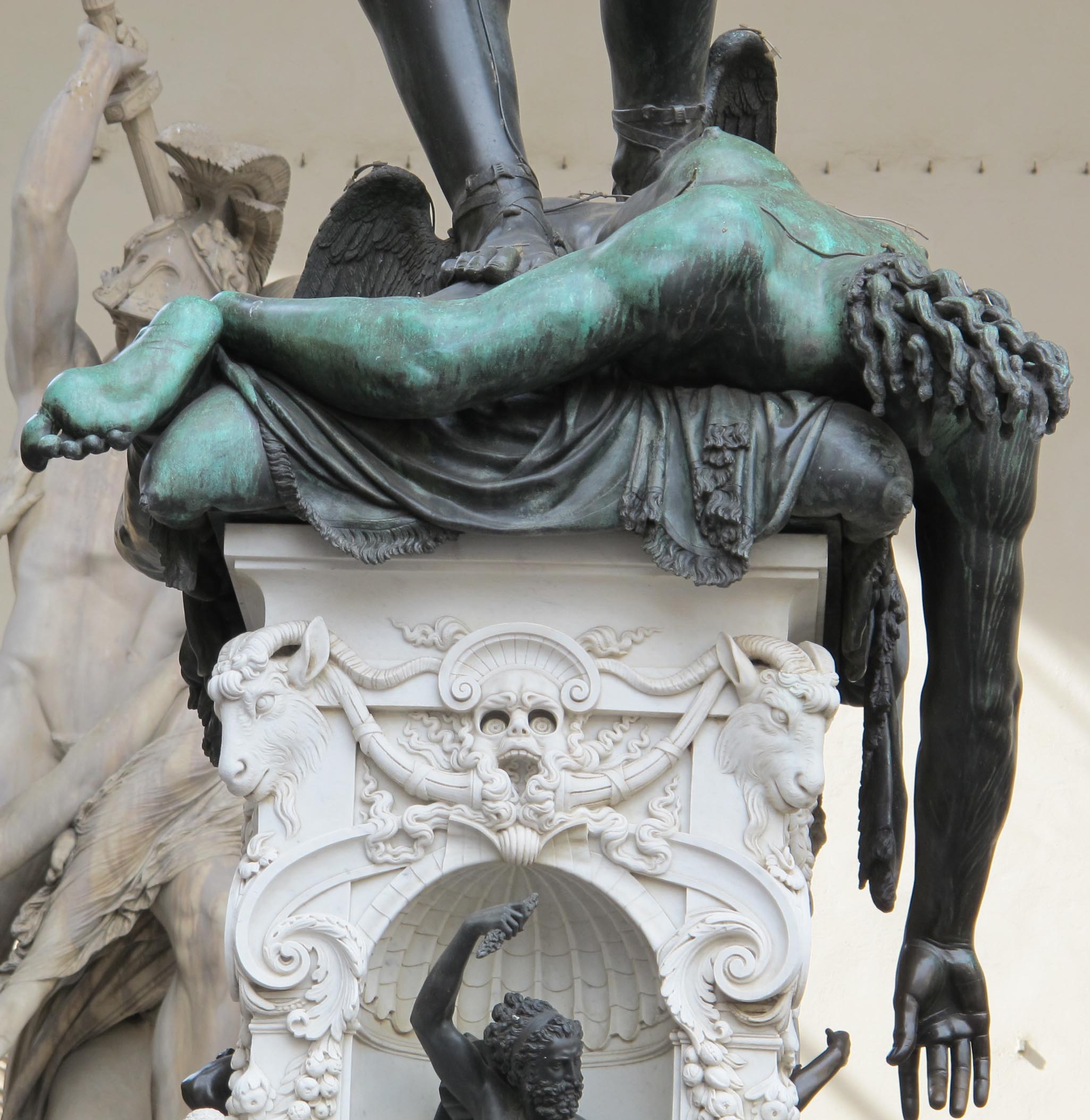

Первісно була виготовлена модель з віску, котру оглянув вельможний замовник і затвердив своїм рішенням. 
Праця по створенню фігури самого Персея затяглася. Челліні довго працював над самою фігурою, переробляючи вже зроблене і постійно удосконалюючи твір. Була створена модель з глини, потім її вкрили віском і Челліні проробляв кожний сантиметр фігури, наче це ювелірна прикраса на розкішний капелюшок вельможі або медаль, призначена для довгого розглядання кожної її деталі. Челліні відмовився проробляти лише головний фасад фігури, а зажадав створити скульптуру, однаково пророблену і досконалу з усіх боків. Згодом виготовили і зовнішню оболонку та витопили віск форми. У цей проміжок і належало заливати бронзу.
Коли розпочалися роботи по виливанню скульптури у ямі, Медічі засумнівався в успішності дій ливарників і Челліні і на випадок невдачі наказав воякам охорони арештувати Челліні. Виливання частин скульптури тривало, бо Челліні планував подати Персея, котрий топтав тіло медузи Горгони у момент, коли той вдрубав її голову і підняв її як переможець. Драматичний момент підсилювали струмки крові.
Постамент був вузьким і авторові належало якось розмістити розпластану фігуру Горгони. Челліні створив подушку (!), на котрій і розмістив фігуру Горгони у складній позі. Вона чомусь оголена, лівою рукою охопила одну ногу, тоді як друга рука вже висить як у померлої. Все це знадбилося скульпторові, аби руки і ноги Горгони не дуже перетинали кордони постамента, а створювали компактний загальний силует.

## Праця над постаментом

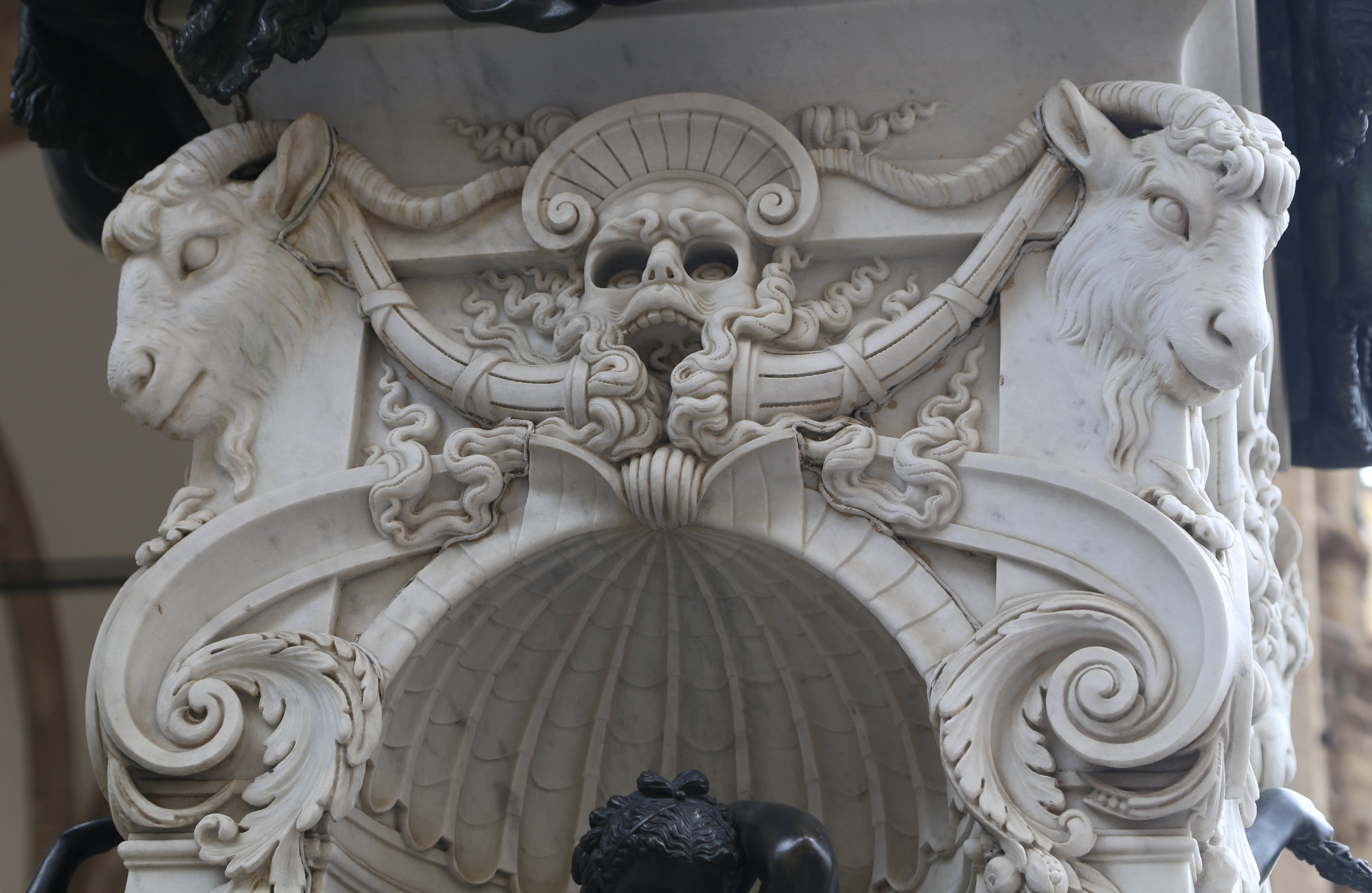

Челліні не задовольняв простий за формами постамент і він наважився проробити кожну його частину, наче і в цьому прагнув позмагатися  із Донателло чи Мікеланджело. Боки постамента прикрасили нішами, як в архітектурній споруді. В ніші згодом поставили бронзові фігури давньоримських богів Меркурія, Юпітера та Мінерви. Всі фігури у вишуканих позах і з ювелірно проробленою поверхнею, що мерехтіла при освітленні. Була думка, що Персей також уособлення юності, Меркурій - молодості, Юпітер - зрілості... Фігури богів так сподобались вельможному замовнику, що той позабирав їх у власну палацову колекцію. Челліні був вимушений зробити їх копії, котрі і розмістили у нішах постамента. Кожну скульптуру постаменту супроводжував напис у пишному картуші, тексти були створені Бенедетто Варкі. Навіть тексти переробляли двічі.
Сам Челліні вважав фігуру Персея найкращим своїм твором. Тому не оминув шанс відтворити власне ім'я на стрічці, що облягала ідеалізоване тіло міфічного героя.
Аби улестити вельможного замовника, кути постамента Челліні прикрасив козлиними голівками і гірляндами. Козімо І Медічі, тривожний і підозрілий, пристрасно цікавився астрологією. Одну із військових перемог він отримав під знаком Козоріга.  Козоріг (знак зодіаку) став символом, котрим Козімо І Медічі прикрашав власну дворянську емблему. Челліні переніс цей символ на постамент. (Козоріг пізніше як емблема Козімо І Медічі буде також використаний у орнаментах підлоги Палаццо Веккіо і стане символом, пов'язаним саме з Козімо І.)
Урочисте відкриття нового монумента відбулося лише 17 квітня 1554 року. Черговим натяком на незворотню перемогу роду Медічі над республіканцями стане навіть розташування нового монумента. Його облаштували у безпосередній близькості від палаццо Веккіо (де розміщався республіканський уряд Флоренції), навмисно перетвореного на новий палац герцогів Медічі.

## Галерея фото постамента Персея

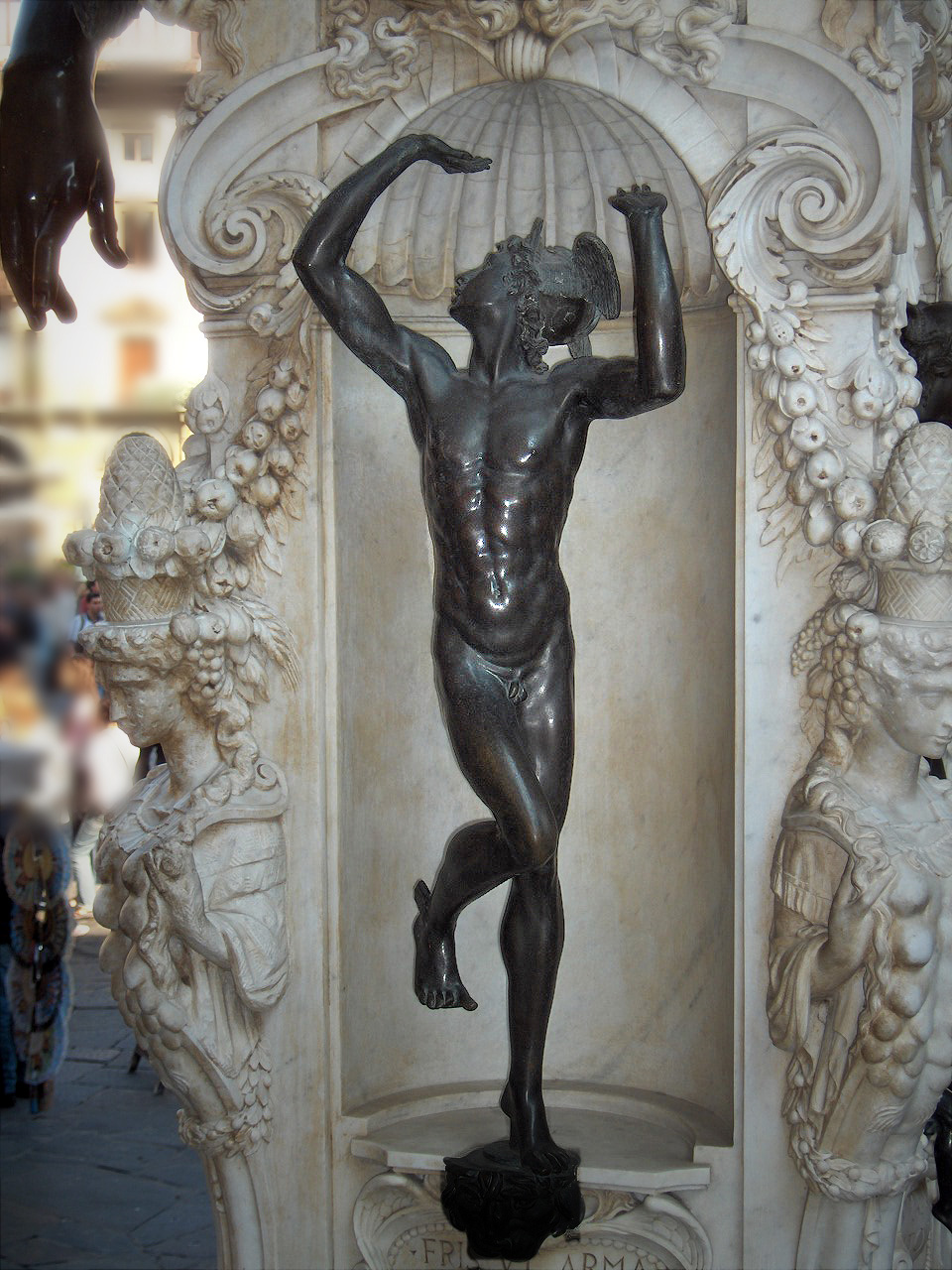
Бенвенуто Челліні. «Меркурій», до 1554 р.
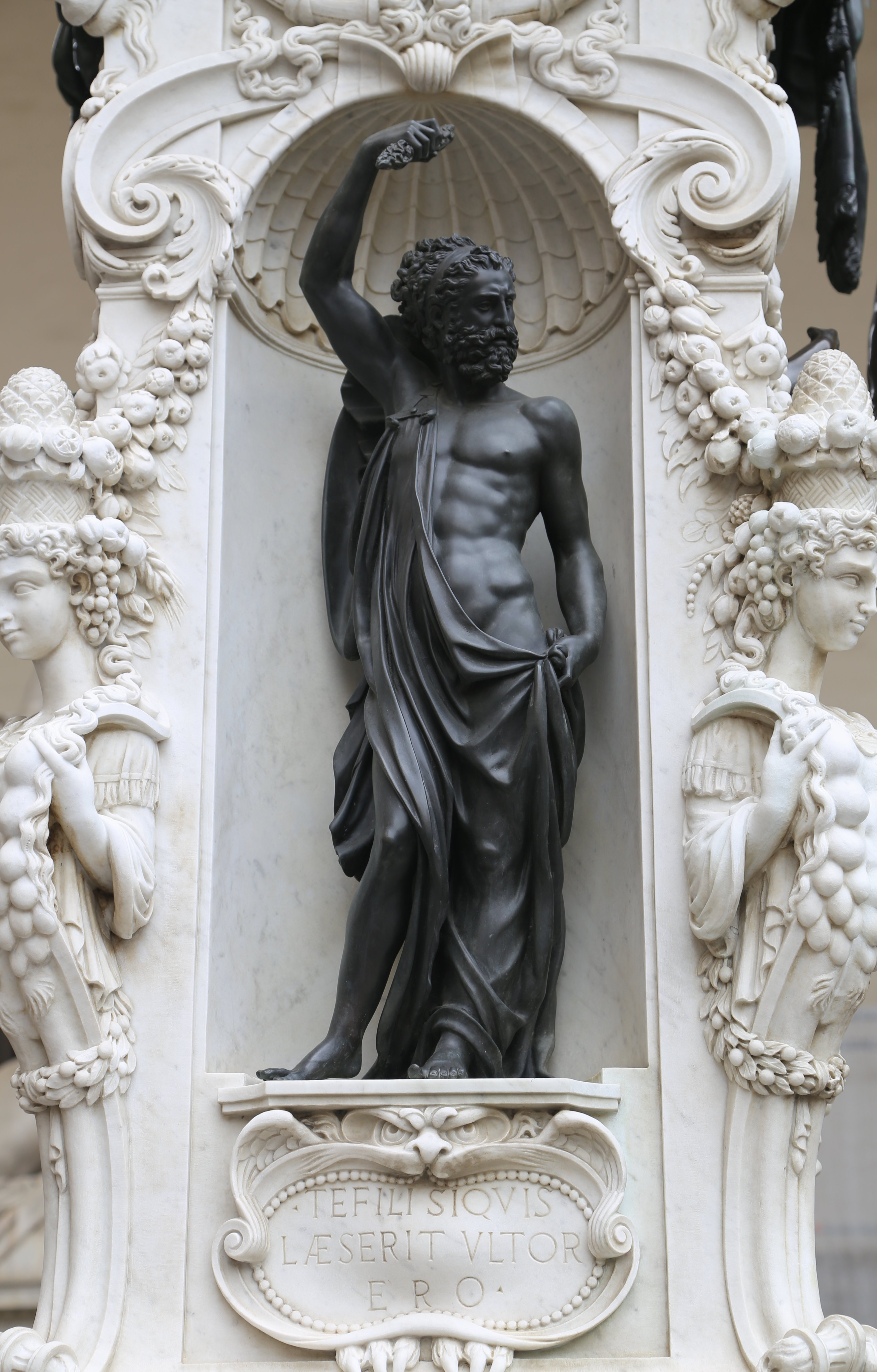
Бенвенуто Челліні. «Юпітер», до 1554 р.
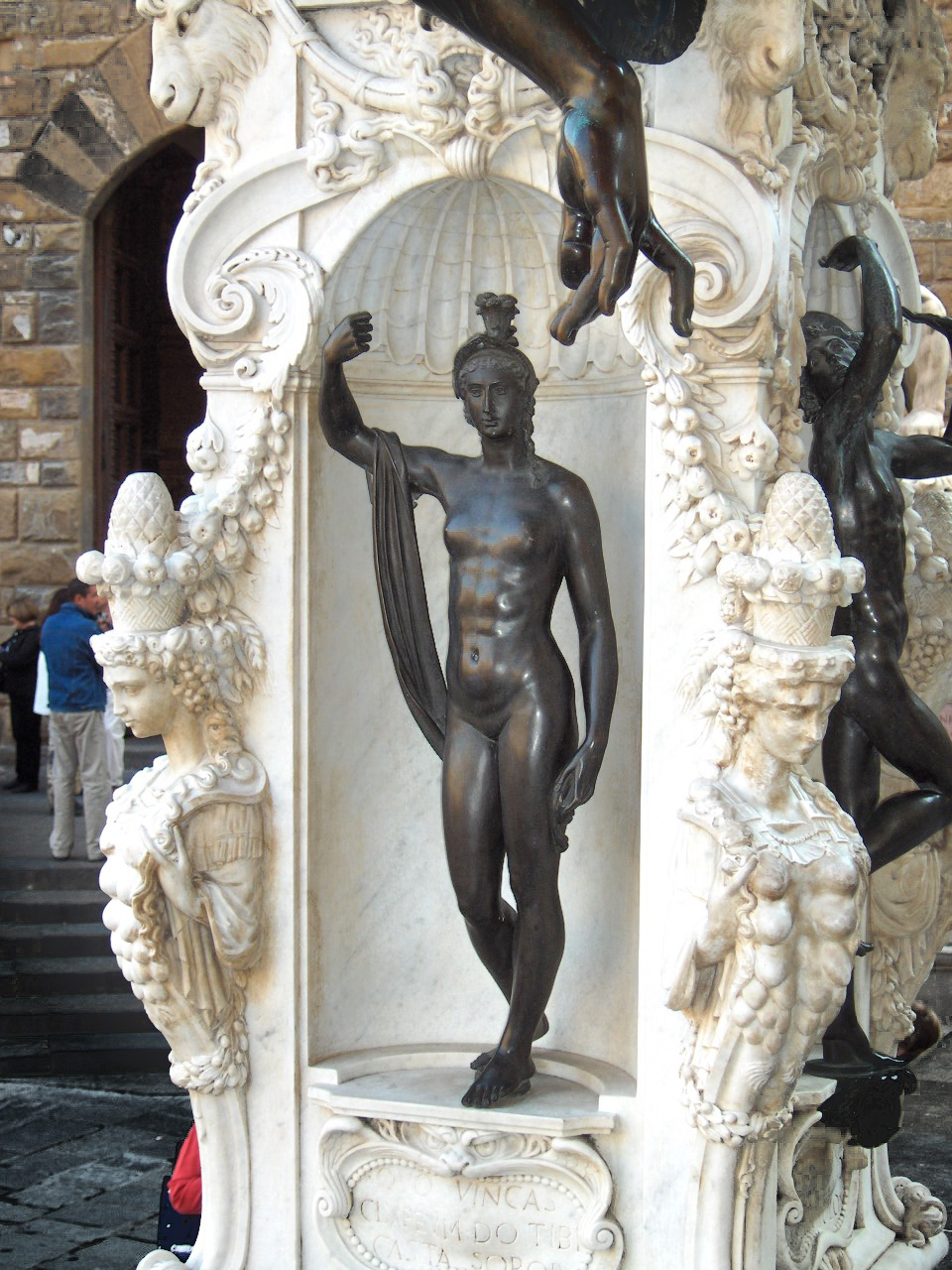
Бенвенуто Челліні. «Мінерва», до 1554 р.
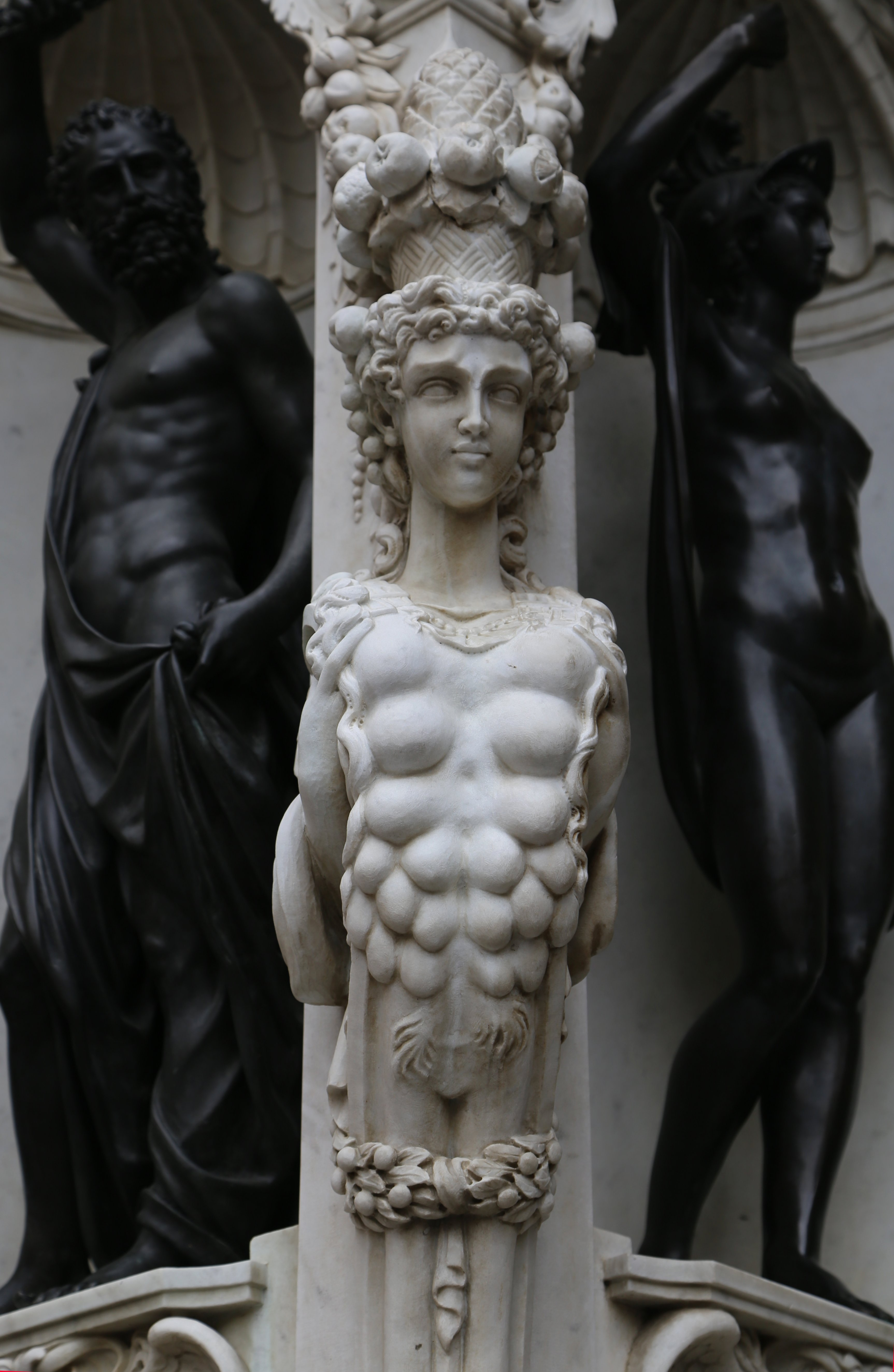

## Галерея фото

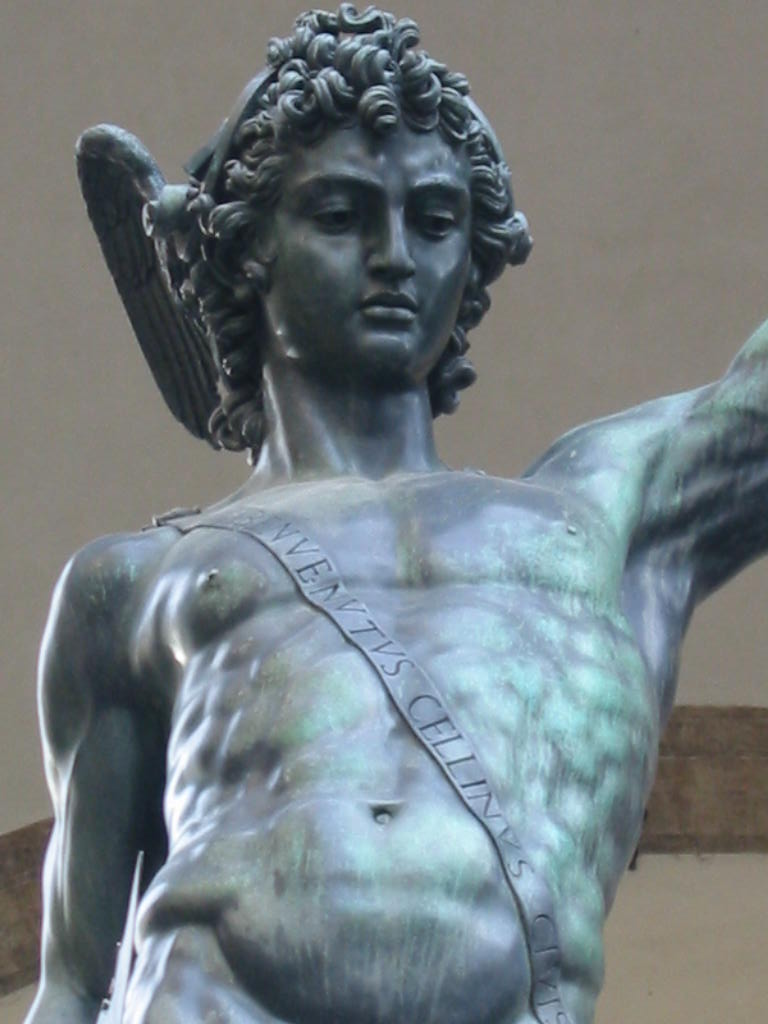

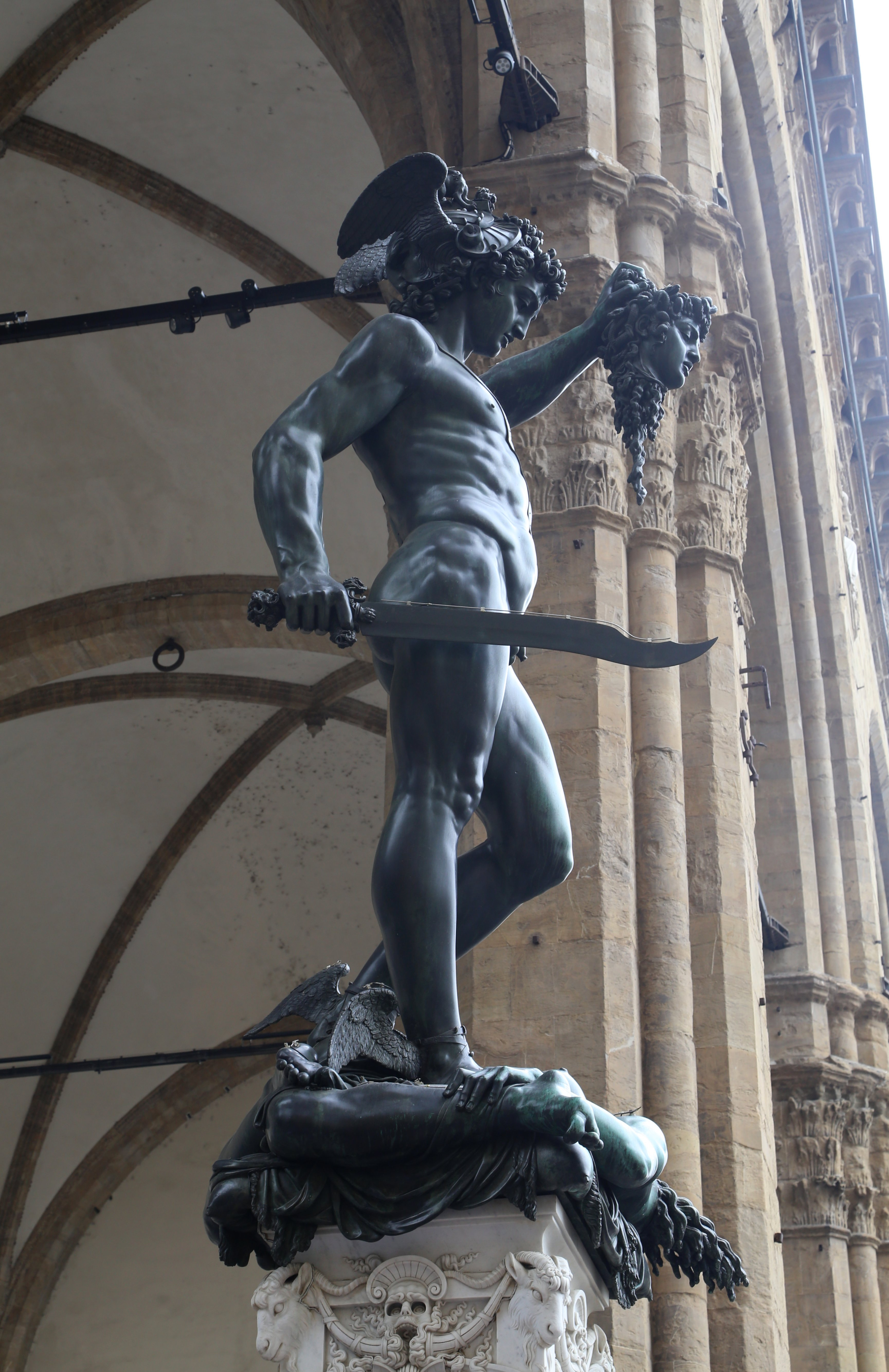
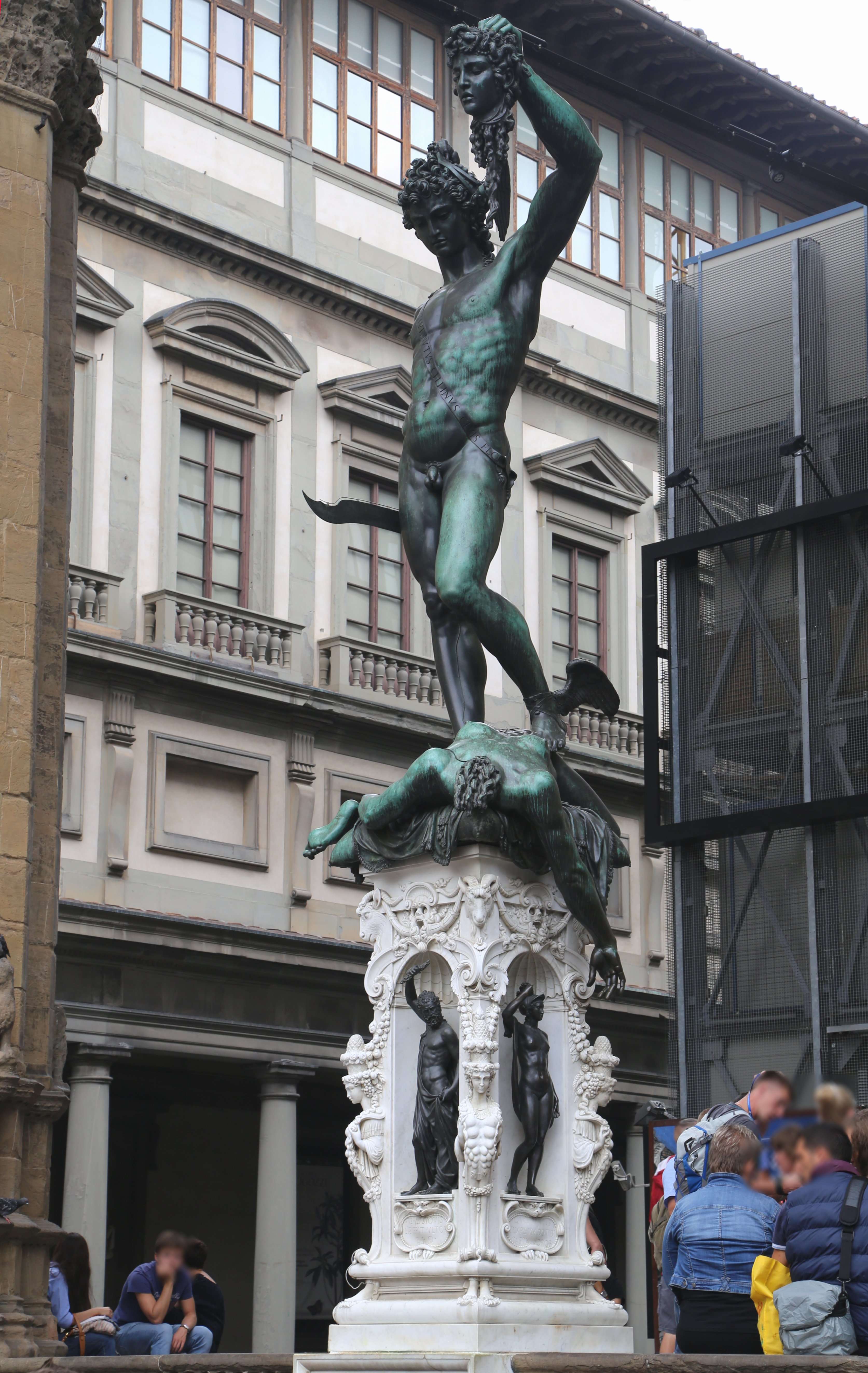
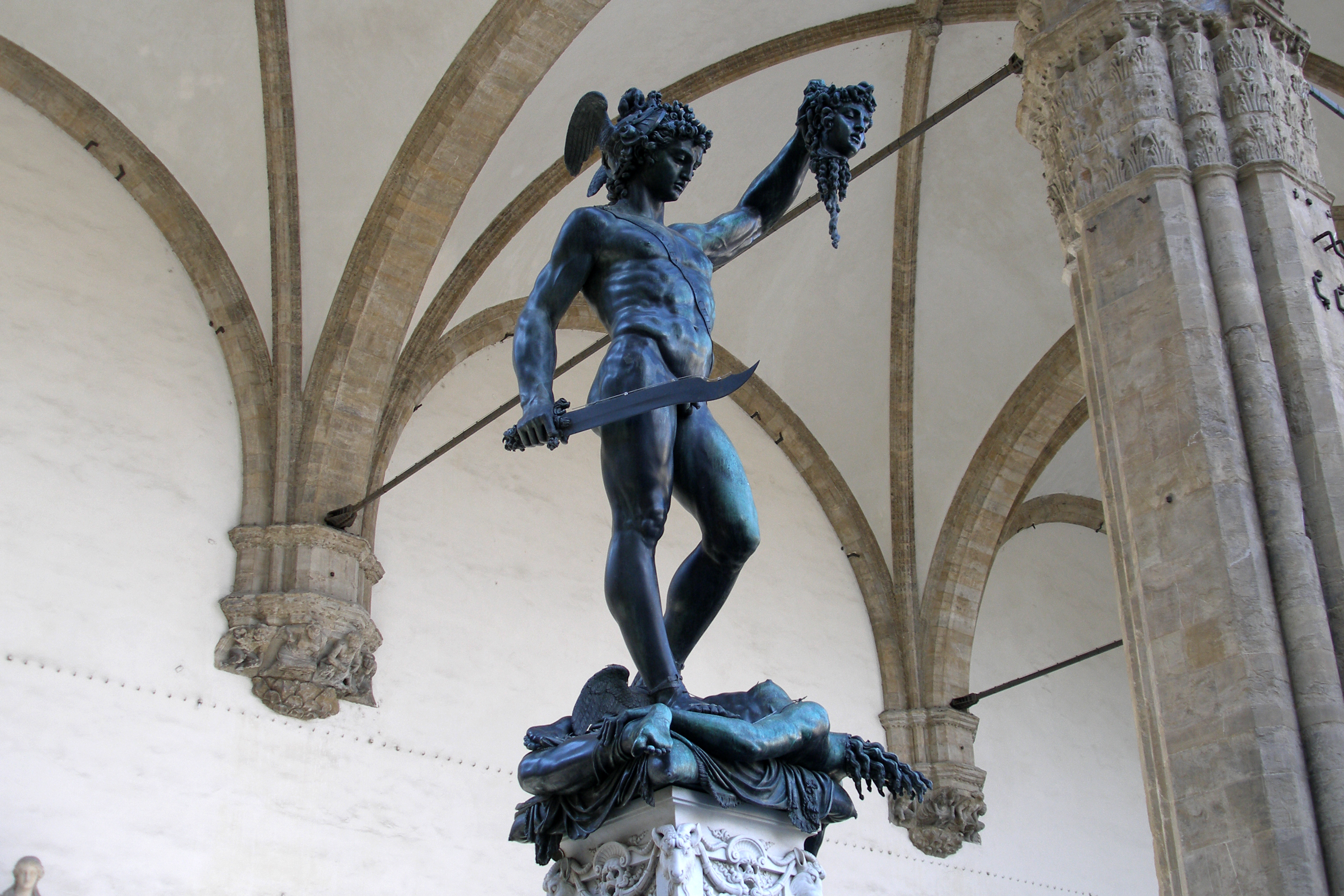
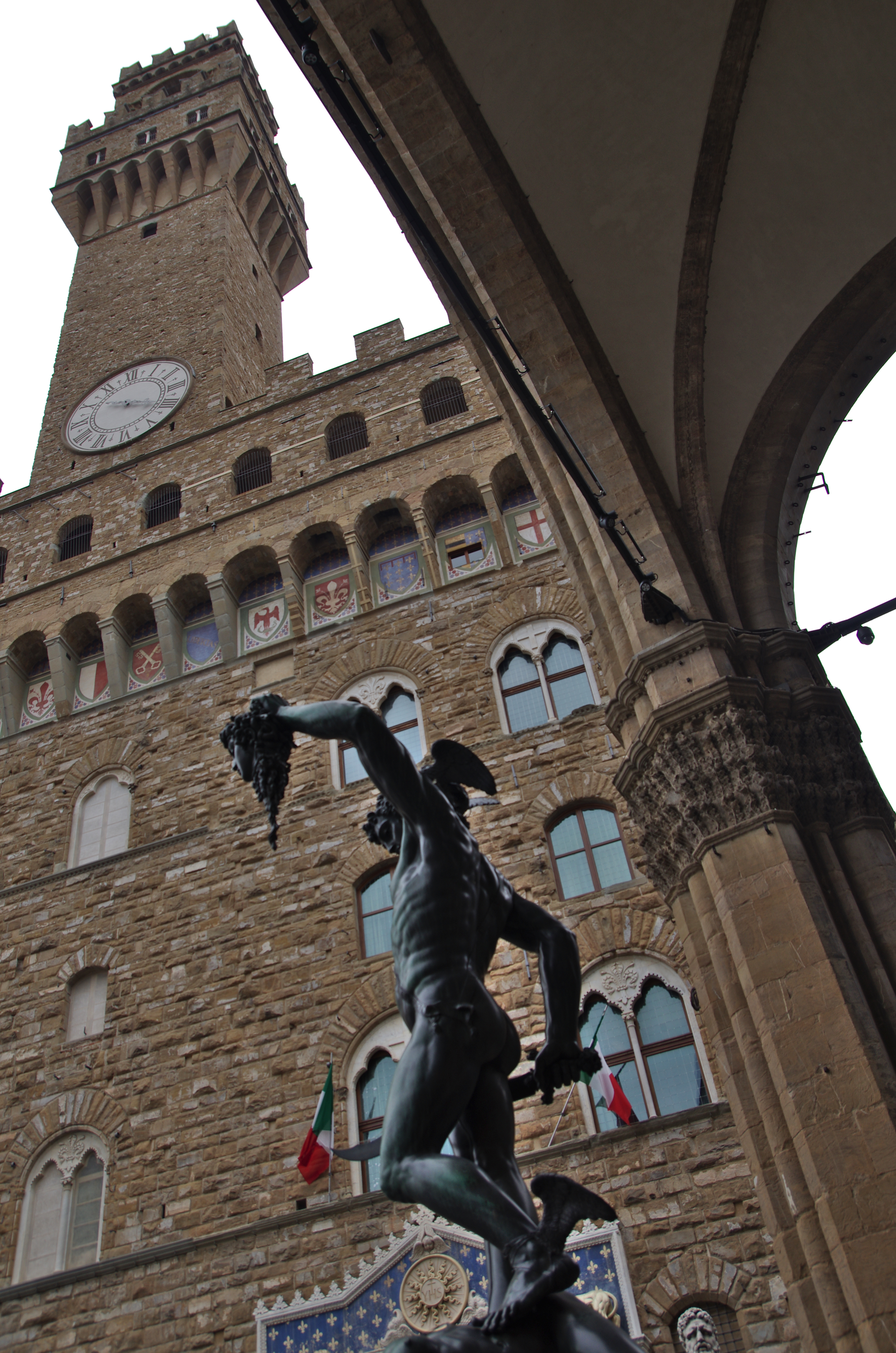